# 310省道 (四川省)
310省道即宁南－华坪公路，简称宁华路，是四川省西南部的一条省道东西横线，也是四川省最南的横向省道。它连接了凉山州宁南县与云南省丽江市华坪县，全长277.835公里。全线均处于山区，地形复杂，道路起伏盘绕。其中靠华坪端的106.936公里曾叫做石家湾－华坪公路。
随着《国家公路网规划（2013年－2030年）》及《四川省普通省道网布局规划（2013－2030年）》的逐步实施，宁南－华坪公路将不再使用310省道的编号，全线编入353国道（宁德－福贡公路）。而310省道的编号则被胡市－舟坝公路使用，但在2013年至2030年之间的过渡时期，宁南－华坪公路仍将经常被称为310省道。

## 路径
310省道东端位于宁南县葫芦口镇，与云南省303省道在金沙江葫芦口大桥对接。道路向西经过宁南县西瑶乡、会东县新街乡、马龙乡、堵格乡、火山乡、会东县城、新云乡、姜州乡、小坝乡、会理县南阁乡、鹿厂镇、凤营乡、盐边县和爱彝族乡、红格镇、攀枝花市东区银江镇、攀枝花市市区、攀枝花市西区格里坪镇、云南省华坪县兴泉镇、攀枝花市仁和区福田镇，在福田镇与云南省华坪县石龙坝彝族傣族乡交界处对接云南省308省道。
途中在宁南县葫芦口镇连接212省道，在会理县南阁乡老窑上至城河桥之间约9公里长度与213省道共线，在城河桥经鹿厂镇至凤营乡施家湾（也有称石家湾）之间约25公里长度与108国道共线，在攀枝花市雅江桥至倮果大桥北之间约2公里长度与214省道共线，在攀枝花市仁和沟口与214省道共线，在攀枝花市西区河石坝连接216省道。
受金沙江走向影响，川西南地区深入云南腹地，四川310省道两端均与云南省横向省道对接，是滇东北与滇西北之间的捷径。
明细表
| 行政区划       | 管理单位                 | 起点桩号   | 止点桩号   | 路线长度 |
| -------------- | ------------------------ | ---------- | ---------- | -------- |
| 宁南县         | 宁南县公路分局           | 0.000      | 29.307     | 29.307   |
| 会东县         | 会东县公路分局           | 29.307     | 118.398    | 89.091   |
| 会理县         | 会理县公路管理局         | 118.398    | 167.965    | 49.567   |
| 盐边县         | 攀枝花市公路养护管理总段 | 167.965    | 213.634    | 45.669   |
| 攀枝花市东区   | 攀枝花市公路养护管理总段 | 213.634    | 237.834    | 24.200   |
| 攀枝花市西区   | 攀枝花市公路养护管理总段 | 237.834    | 265.502    | 27.668   |
| 攀枝花市仁和区 | 攀枝花市公路养护管理总段 | 265.502    | 275.586    | 10.084   |
| 总长合计 →     | 总长合计 →               | 总长合计 → | 总长合计 → | 275.586  |

### 变迁
- 1970年代，因攀钢投产，向弄弄坪西渣场排渣，占用310省道故道，故新建了新庄大桥，310省道渡口大桥至新庄大桥路段移至金沙江对岸。
- 2013年，310省道红格过境线建成[2]，红格路段车辆分流，减轻了红格集镇与红格温泉的交通量，改善了人居环境。

## 自然灾害
- 1992年9月8日凌晨6时30分左右，攀枝花市西区境内K247＋150李家渡处发生严重山体滑坡，近1万立方米土石将公路阻断60多米长，埋没一辆行驶中的东风货车，车内3人全部遇难；路边工房落入金沙江，5人失踪、7人受伤。